# Óriáspöfeteg
Az óriáspöfeteg (Langermannia gigantea, Syn: Calvatia gigantea) a gombákhoz (Fungi) ezen belül az osztatlan bazídiumú gombák (Homobasidiomycetes) a kalaposgombák (Agaricales) rendjébe és a csiperkefélék (Agaricaceae) családjába tartozó ehető gombafaj. Népies neve a lófinggomba, ami főként Erdélyben elterjedt.

## Előfordulása
A tápanyagokban gazdag réteken, legelőkön, kertekben, erdőszéleken fordul elő leggyakrabban. Egész Európában megtalálható, de nem mindenhol gyakori.

## Megjelenése
Akár 40 centiméteres átmérőjűre és több kilogramm súlyúra is megnőhet.
Fiatalon külső felszíne fehér és finoman pelyhes, később megbarnul. Belső spóratermő rétege kezdetben fehér, majd ez is megbarnul, és porszerűvé válik. Amikor már elég öreg hozzá kipukkad és szétszorja a spóráit

## Felhasználása

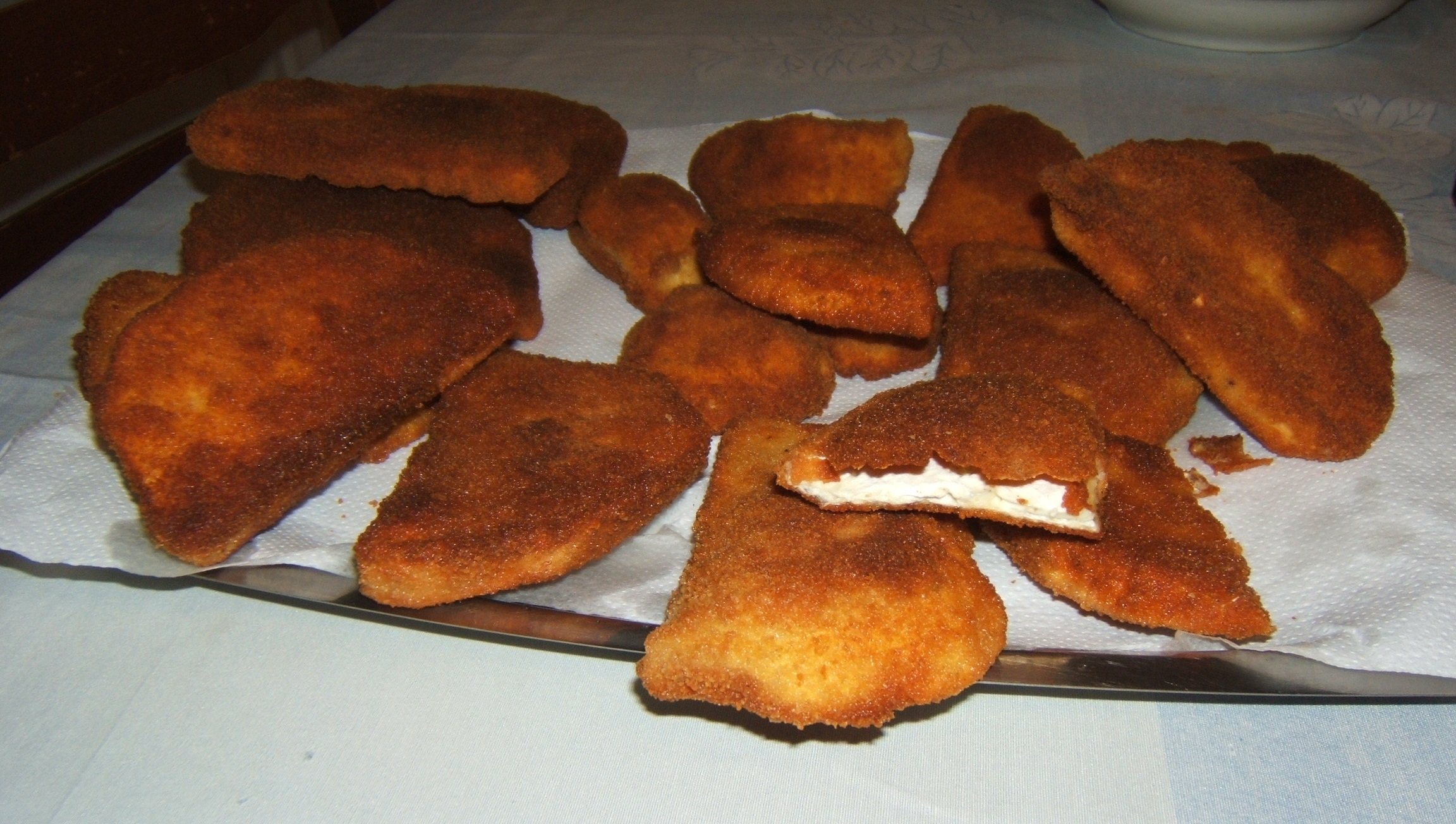
Rántott óriáspöfeteg

Fiatal fehér, rugalmas húsú példányait kell gyűjteni, amelyeknek bőre könnyen lehúzható. Tisztítást és felszeletelést követően, vajban párolva, rántva vagy bundázva fogyasztható.
A porszerű spórát vérzéscsillapításra is lehet használni. (Régen tartottak ilyen gombát a ház környékén ilyen esetekre.)

## Hasonló fajok

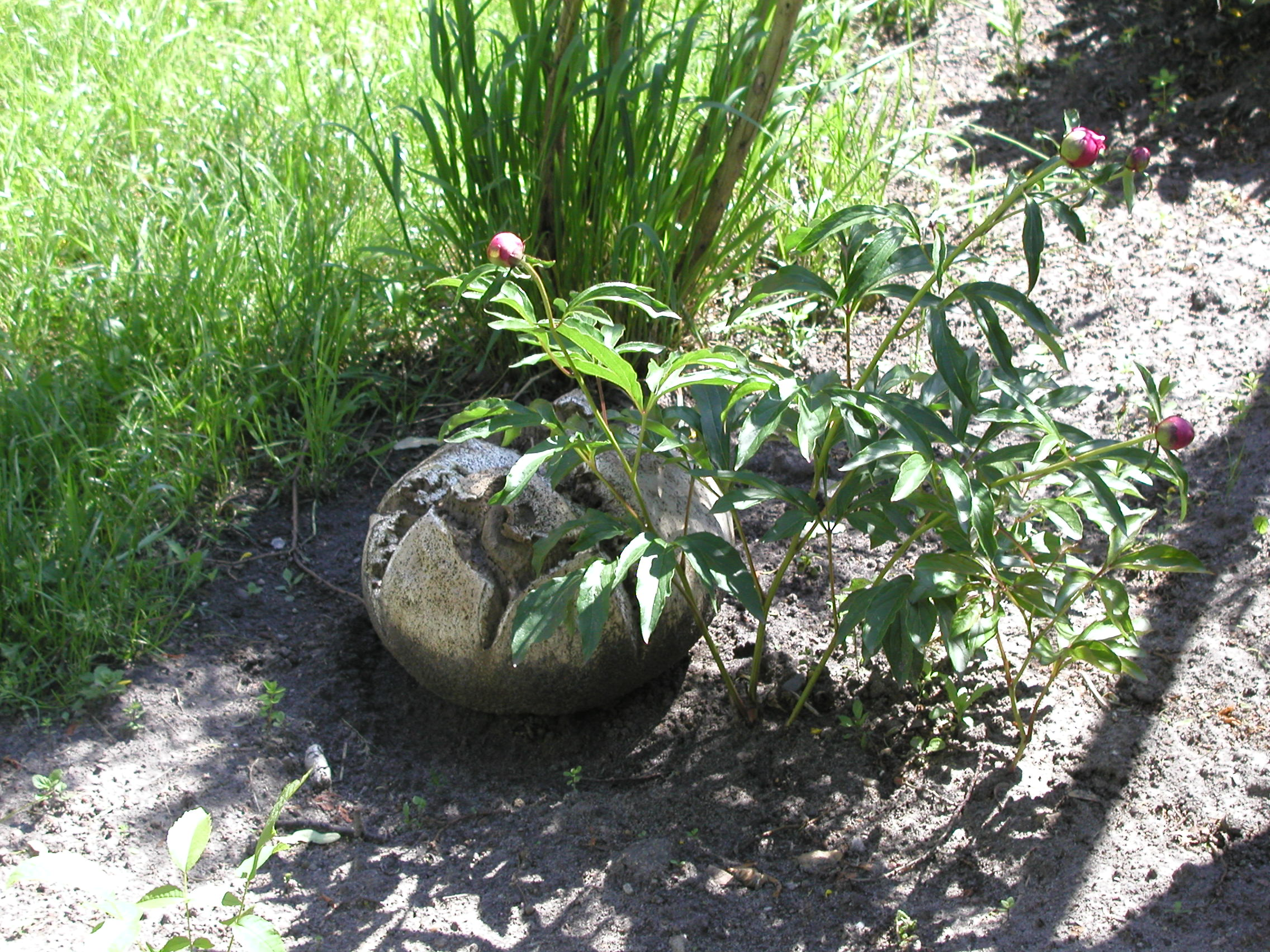
Óriás a kertben

A pöfetegeknek több ehető fajuk van, amelyek kisebb átmérőjűek, méretük a 6‑8 cm-t nem haladja meg, de nem szabad összetéveszteni a gyilkos galóca, fiatal, még burokba zárt példányaival. 
A pöfetegféléknek mérgező fajai is vannak, amelyeknek felszíne barnásabb, repedezettebb, és húsuk szürkés, szürkésbarna, vagy fekete, egyikük a rőt áltrifla.